# Andriantsoly

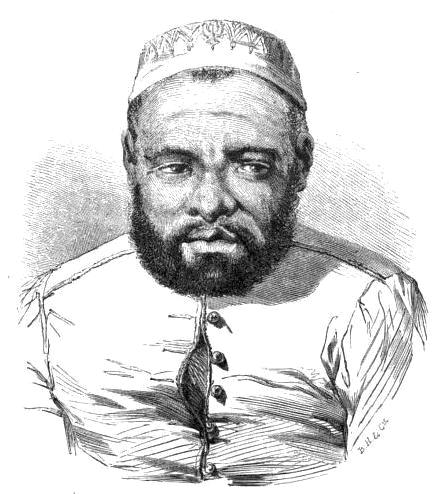
Andriantsoly auf einer Zeichnung aus dem Jahr 1855

Andriantsoly (geboren als Tsi Levalou / Tsy Levalou; gest. 1847) war ein Herrscher in Madagaskar (ca. 1820–1824) und Mayotte (1832–1843) in der ersten Hälfte des 19. Jahrhunderts.
Er wurde bekannt, weil er es am 25. April 1841 vorzog, Mayotte an das Königreich Frankreich anzugliedern, anstatt die Insel von den benachbarten Königreichen annektieren zu lassen. Der Verkauf von Mayotte erfolgte im Austausch gegen eine bedeutende Leibrente und die Verpflichtung Frankreichs, zwei einer Kinder zu betreuen und ihnen eine westliche Ausbildung auf La Réunion zu ermöglichen. Nach dem Verzicht auf die Souveränität verfiel er in Alkoholismus und Exzesse und wurde 1847 ermordet.

## Leben
Tsi Levalou gehörte zu den letzten Erben der Boina-Könige der Sakalava in Madagaskar. Um 1820 konvertierte er unter dem Einfluss seiner Antalaotra-Berater zum Islam. Zwischen 1822 und 1824 (Eroberung von Mahajanga) wurde er von Ramanetaka, dem Kommandeur der Truppen von Radama I., dem von den Briten unterstützten König der Merina, besiegt. Zunächst war er auf der Flucht, dann wurde er in Marovoay unter Hausarrest gestellt, schürte er dennoch weiterhin Aufstände gegen den Merina-König und ging nach Sansibar, wo er vergeblich den Imam von Maskat um Hilfe bat.
Als Radama 1828 starb, wurde Tsi Levalou von seiner Schwester Ouantity (Ouantitsi) zurückgerufen. Dieser Wiederherstellungsversuch wurde jedoch von den Truppen von Königin Ranavalona I. unter dem Kommando von General Ramaromisy niedergeschlagen. Im Jahr 1831 flüchtete der frühere König von Boina mit einigen Mitgliedern seines Hofes nach Nosy Be und dann nach Mayotte, wo er bis 1829 von seinem Verwandten und Freund Mwana Madi (Mouana-Maddi/Amadi) regiert wurde, während seine Schwester Ouantity Ranavalona die Treue schwor.
In Mayotte trat Tsi Levalou in die Dienste des Sultans während dessen Militäroperationen gegen seine Rivalen, gegen andere Komorer und gegen Piraten. Nach seiner Heirat mit einer Verwandten des Sultans nahm er den Namen „Andrian Souly“ (Andriansoly) an.
Nachdem er als Belohnung für seine Treue zunächst einen Teil der Insel erhalten hatte, erbte er 1832 das Sultanat, nachdem er Bwana Kombo (Buanacombé / Banakombo), einen Sohn von Mawana Madi, ausgespielt hatte, welcher in Moheli Zuflucht fand. Anschließend musste er die Insel gegen die Angriffe des Hovas Ramanetaka verteidigen, welcher unter dem Namen „Abderahmane“ Herrscher von Moheli wurde, und dann gegen die Sultane von Anjouan, zuerst gegen Abdallah, dann Salim (1836). Andriantsoly, der von Salim als einfacher Gouverneur und als Flüchtling von in Pamanzi angesehen wurde, bemühte sich, die Autonomie seiner Insel gegenüber den anderen komorischen Herrschern zu bewahren. Doch ohne einen Verbündeten gegen die Einheimischen und gegen die von den Briten unterstützte madagassische Monarchie, konnte er nicht bestehen. Darum wandte er sich an die Rivalen der Briten, die Franzosen, die gerade Nosy Be erobert hatten. In diesem Zusammenhang trat der Sultan am 25. April 1841 seine Souveränität über Mayotte durch einen einfachen Verkauf an Frankreich ab und erhielt von Kapitän Pierre Passot (dem Gesandten von Anne Chrétien Louis de Hell) eine persönliche Leibrente von Tausend Piastern (5000 Francs) und einige Versprechen, unter anderem, das zwei der Kinder des Sultans auf La Réunion ausgebildet werden sollten. Dieser Vertrag wurde 1843 von der französischen Regierung ratifiziert.
Durch das französische Protektorat von seinen diplomatischen und militärischen Pflichten entbunden, zog sich Andriantsoly in Müßiggang und Alkoholismus zurück, wie ein französischer Offizier im Jahr 1845 bezeugte:

„Als wir zum Wohnsitz von Ardrian-Souli gingen, wurden wir ihm von seinem Verwalter vorgestellt. Wir standen einem stämmigen, dicken Mann gegenüber, dessen Hals in die Schultern gesunken war und der, umgeben von seinen Dienern und seinen Freunden, auf einer Matte hockte und sein Abendessen beendete. Als wir sahen, wie er gierig eine riesige Schüssel Tafia (Rum) an seine Lippen hob, erklärten wir uns so die benommene und unedle Miene dieses Mannes, der einst für seine Intelligenz und seinen Mut bemerkenswert war.“

Andriantsoly wurde 1847 auf Petite-Terre, an der Kreuzung der Straßen, die zu den Städten Pamanzi und nach Dzaoudzi führten, ermordet.
Sein nach madagassischem Vorbild errichtetes Königsgrab befindet sich auf der Spitze der Pointe de Mahabou südlich von Mamoudzou, in Grande-Terre. Dieses Grab wird von Gläubigen gepflegt.